# Muhammad al-Darazi
Muhammad bin Ismail Nashtakin ad-Darazi (arabe : محمد بن اسماعيل نشتاكين الدرازي), né en Asie centrale et mort en Égypte en 1018, est un prédicateur ismaélien du XIe siècle, chef de file de la religion druze à ses débuts, à laquelle il a donné son nom. Vizir du calife fatimide al-Hakim, il proclame publiquement la divinité de celui-ci.

## Biographie
On connaît peu de choses sur les premières années d'al-Darazi. D'après la plupart des sources, il est né à Boukhara. D'origine turco-altaïque ou persane, il porte un nom persan : al-Darazi, « le tailleur ». Il arrive au Caire en 1015 ou en 1017, puis rejoint le mouvement druze qui vient de naître et en devient l'un des principaux prédicateurs.
Cependant, al-Darazi fut plus tard considéré comme un renégat. Il est généralement décrit par les Druzes comme étant semblable à Satan, en particulier par son arrogance. Ce point de vue est motivé par le fait qu'à mesure que le nombre de ses adeptes augmentait, le prédicateur devint obnubilé par son statut de chef et se donna le titre d'« Épée de la Foi ». Dans les Épîtres de la Sagesse, Hamza ibn 'Ali ibn Ahmad le met en garde, lui rappelant que « la foi n'a pas besoin d'une épée pour l'aider ». Al-Darazi ignore ces avertissements et continue à défier l'imam, ce qui conduit à des disputes entre les deux hommes. Estimant qu'il devrait être le chef de la da'wa à la place de Hamza ibn Ali, il se donne le titre de « seigneur des guides », le calife al-Hakim ayant auparavant appelé Hamza « le guide des consentis ». Certaines sources affirment qu'al-Darazi a autorisé le vin, interdit les mariages et enseigné la métempsycose, mais il est possible que ses actions aient été exagérées par les historiens et polémistes ultérieurs et contemporains.
En 1018, al-Darazi rassemble autour de lui des partisans — les « darazites » — qui croient que la raison universelle s'est incarnée en Adam au début du monde, puis aux prophètes, et enfin à Ali et à ses descendants, les califes fatimides. Il écrit un livre exposant cette doctrine et en lit un extrait dans la principale mosquée du Caire. Cela provoque des émeutes et des protestations contre ses affirmations et conduit au meurtre d'un grand nombre de ses disciples. Hamza ibn Ali réfute son idéologie, l'appelant « l'insolent et le Satan ». La controverse conduit le calife al-Hakim à suspendre la da'wa druze en 1018.
Dans une tentative de gagner le soutien d'al-Hakim, al-Darazi commence à prêcher que le calife et ses ancêtres sont l'incarnation de Dieu. D'après la tradition druze, al-Hakim, homme de nature modeste, ne croit pas en sa propre divinité. Il estime qu'al-Darazi tente de se dépeindre comme un nouveau prophète, et lui préfère Hamza ibn 'Ali ibn Ahmad. Certains auteurs estiment au contraire qu'al-Hakim croyait en sa propre nature divine. D'après al-Antaki, al-Darazi envoyait des lettres aux dignitaires fatimides, avec l'assentiment secret du calife, pour leur enjoindre de reconnaître la nature divine du calife. S'ils refusaient, al-Hakim les persécutait, tout en niant être à l'origine de la demande.
Al-Darazi meurt en 1018, assassiné ou exécuté sur ordre du calife, laissant Hamza ibn Ali seul chef spirituel de la mouvance religieuse.

## Postérité
Bien que les Druzes ne considèrent pas al-Darazi comme le fondateur de leur religion (ils le désignent plutôt comme leur « premier hérétique »), les groupes musulmans rivaux ont délibérément attaché le nom du prédicateur controversé à la nouvelle secte, qui leur est lié depuis lors. Les Druzes se qualifient eux-mêmes d'« unitariens » ou « monothéistes » (al-Muwahhidūn, c'est-à dire les gens du tawḥīd).